# 130. Panzer-Lehr-Division
La 130.ª Panzer-Lehr-Division (División Acorazada de Instrucción), más conocida como Panzer-Lehr, fue una división panzer de élite del Heer, que participó en la Segunda Guerra Mundial.

## Los orígenes
El núcleo originario de la División, el Panzer-Lehr-Regiment, quedó formado el 1 de octubre de 1937 por un batallón de tanques y uno de cañones antitanque. El 7 de julio de 1939 este regimiento se une al 2.° Batallón de Infantería Lehr-Regiment "Döberitz" para formar el Regimiento Panzer de Instrucción "Wünsdorf".

## En la guerra
Algunas unidades del Regimiento, especialmente el 2.° Batallón (de infantería) y el 3.° Batallón (anticarro), estuvieron presentes en la batalla de Francia, y solo se reunieron con el resto del Regimiento a principios de 1941. Pocos meses más tarde, los batallones 2.° y 3.° fueron asignados de nuevo a otras unidades para ser integrados en la Panzer-Lehr-Brigade 900 (motorizada), que participó en la Operación Barbarroja contra la Unión Soviética como parte del Grupo de Ejércitos Centro, alcanzando las puertas de Moscú y resultando parcialmente destruida en el curso de la Batalla de Moscú.
A principios de 1942, los restos de la Brigada Panzer de Instrucción 900 fueron repatriados y reincorporados al Regimiento Panzer, que todavía cedería una vez más su 2.° Batallón (de infantería) para formar el Panzer-Lehr-Regiment 901. Este último, que fue equipado con semiorugas, participa en las operaciones en la Rusia meridional durante el invierno de 1942, siendo repatriado y reorganizado en la primavera de 1943.
Enviado primero a la zona de Karst, en septiembre de 1943, donde interviene contra las tropas italianas de Fiume, es transferido después a Croacia, en la zona colindante con Bosnia, donde combate contra la Resistencia yugoslava hasta su repatriación en enero de 1944. Tras este traslado, a partir de las unidades del Panzer-Lehr-Regiment y de la Panzertruppenschulen I y Panzertruppenschulen II, se constituye el 10 de enero de 1944 en Nancy la Panzer-Lehr-Division (División Panzer de Instrucción), una de las últimas divisiones blindadas del Heer. Su mando es asumido por el teniente general Fritz Bayerlein, veterano del Afrika Korps, sustituido entre junio y diciembre de 1944 por el mayor general de la reserva Hyanzinth Graf Strachwitz von Groß-Zauche und Camminetz, exponente de la nobleza prusiana que contaba con varios miembros en las filas de la División.
Antes incluso de que la División hubiese completado su formación y adiestramiento, es destinada en marzo de 1944 a la frontera con Hungría para actuar en la Operación Margarethe, es decir, la ocupación del país por parte de las tropas alemanas para evitar la caída del gobierno fiel al Tercer Reich. Al final de esta operación, concluida sin haberse llegado a combatir, es nuevamente enviada a Francia, al oeste de París, no lejos de Normandía.

### En Normandía
Tras el desembarco aliado en Normandía, el mismo día la División recibe la orden de desplazarse a la zona del desembarco, aunque tarda dos días más (a causa de la superioridad aérea aliada y de los sabotajes organizados por la Resistencia francesa, que impedían casi cualquier tipo de desplazamiento a las unidades blindadas) en alcanzar Caen y dirigirse a la zona de Villers-Bocage. La unidad, que junto con los Tiger I del Schwere SS-Panzer-Abteilung 101 (101.º Batallón Panzer Pesado) de Michael Wittmann logra evitar la tentativa de avance británico del 13 de junio, es rápidamente destinada a defender la zona de Tilly, en el Eure, hasta fines de junio, en que es retirada del frente para su reorganización.
A principios de julio, la División Panzer-Lehr es enviada nuevamente al frente, a la zona de Saint-Lô contra las tropas estadounidenses. El 25 de julio de 1944 el asalto estadounidense para hundir el frente de Normandía, la Operación Cobra, se lanzó especialmente en el sector del frente en que se hallaba desplegada la Panzer-Lehr, que recibió un fortísimo bombardeo en alfombra que le provocó ingentes pérdidas. Los restos de la División se retiraron hacia el sur y, tras ser brevemente utilizados para proteger el flanco septentrional del contraataque en dirección a Mortain, se replegaron hacia el río Sena. Solamente los restos del 902.° Regimiento Panzergrenadier quedaron atrapados en la bolsa de Falaise, de la que únicamente algunos hombres lograron escapar.

### Las Ardenas
Las pocas unidades que mantenían aún capacidad de combate se replegaron hacia el oeste pasando por París, el Marne y Luxemburgo, para estacionarse en Alemania, tras la línea Sigfrido, en la zona de Bitburg, al este del río Sure. Fue en esta zona en la que operó en septiembre de 1944 el Kampfgruppe Hauser (Grupo de Combate Hauser), formado por los restos del 1.er Batallón del 901.° Regimiento Panzergrenadier, de la 12.ª Panzer y de la 5.ª compañía del Panzer-Lehr-Regiment, así como destacamentos de ingenieros, anticarro y reconocimiento.
En octubre el Kampfgruppe Hauser se une a otros elementos de la División cerca del campo de adiestramiento de Sennelager, donde la División acaba de ser reconstruida, aunque solo parcialmente por falta de recursos materiales y humanos. Hacia mediados de noviembre, la  Panzer-Lehr-Division es enviada a Lorena para participar en un contraataque contra las tropas estadounidenses del general Patton que avanzan en dirección al Sarre.
En los primeros días de diciembre, la División, todavía empeñada en combate, recibe la orden de dirigirse al norte, a la zona de Dasburg, para ser reorganizada con la finalidad de tomar parte en la Batalla de las Ardenas: el 16 de diciembre la Panzer-Lehr podía disponer de 29 Panther y de 34 Panzer IV, mientras que la situación de los medios anticarro era grave, ya que contaba con solo 15 cazacarros y 3 cañones anticarro. También la artillería estaba al límite, con solo 7 obuses de 105 mm y otros 12 de 150 mm.
En el curso del ataque la Panzer-Lehr actuó en el sector central del frente, circunvalando Bastogne y moviéndose en dirección al río Mosa hasta alcanzar la población belga de Rochefort. A fines de enero de 1945, al término de la contraofensiva americana, la División es retirada del frente para ser nuevamente reorganizada, siendo destinada, a principios de febrero, primero a la zona de Euskirchen, luego al oeste de Xanten, en el Reichswald, donde se enfrenta a las tropas británicas.

### El final de la guerra
En marzo de 1945, la División es retirada una vez más del frente para reorganizarse en la zona de Düsseldorf, pero tras la creación de una cabeza de puente estadounidense en el Rin en la ciudad de Remagen, retrocede nuevamente. Tras escapar del cerco de la bolsa del Ruhr, la Panzer-Lehr se repliega combatiendo hacia el oeste, para acabar rindiéndose a los estadounidenses en los primeros días de mayo de 1945 en la zona de Altena.

## Teatros de operaciones
- Francia (formación), enero-abril de 1944
- Hungría (reserva), abril de 1944
- Francia (reserva), mayo de 1944
- Frente occidental, junio de 1944 - abril de 1945

## Comandantes
- Teniente general Fritz Bayerlein, 10 de enero de 1944 - junio de 1944
- mayor general Hyazinth Graf Strachwitz von Groß-Zauche und Camminetz, 8 de junio de 1944 - 23 de agosto de 1944
- Coronel Rudolph Gerhardt, 23 de agosto de 1944 - 8 de septiembre de 1944
- Coronel Paul Freiherr von Hauser, septiembre de 1944
- Teniente general Fritz Bayerlein, septiembre de 1944 - 15 de enero de 1945
- Mayor general Horst Niemack, 15 de enero de 1945 - 3 de abril de 1945
- Coronel Paul Freiherr von Hauser, 3 de abril de 1945 - 15 de abril de 1945